# Alyssa Cecere
Alyssa Cecere  (née le 4 septembre 1987 à Brossard dans la province de Québec au Canada) est une joueuse canadienne de hockey sur glace.

## Biographie
Connue sous le pseudonyme de « Chech », elle commence à jouer au hockey dès l'âge de 5 ans, en suivant son frère.

### SIC
Cecere joue cinq ans avec les Martlets de McGill où elle aide son équipe à gagner trois championnats de la SIC,. En 20 matchs avec les Martlets dans la saison 2010-2011, elle accumule 8 points, 2 buts et 6 passes.

### LCHF
2011-2012 est sa première saison avec les Stars de Montréal dans la Ligue canadienne de hockey féminin. Elle récolte 2 buts et 8 mentions d'assistance pour un total de 10 points en 25 matchs. Son rôle est davantage défensif. Quoique lors de la finale de la Coupe Clarkson, elle marque le premier but des Stars.

## Statistiques

### En club
| Saison      | Équipe            | Ligue       |    | Saison régulière | Saison régulière | Saison régulière | Saison régulière | Saison régulière |   | Séries éliminatoires | Séries éliminatoires | Séries éliminatoires | Séries éliminatoires | Séries éliminatoires |
| Saison      | Équipe            | Ligue       | PJ | B                | A                | Pts              | Pun              | PJ               | B | A                    | Pts                  | Pun                  |                      |                      |
| 2011-2012   | Stars de Montréal | LCHF        | 25 | 2                | 8                | 10               | 12               | 4                | 1 | 0                    | 1                    | 0                    |                      |                      |
| 2012-2013   | Stars de Montréal | LCHF        | 21 | 0                | 1                | 1                | 6                | 4                | 0 | 0                    | 0                    | 2                    |                      |                      |
| 2013-2014   | Stars de Montréal | LCHF        | 23 | 3                | 4                | 7                | 34               | 3                | 0 | 0                    | 0                    | 0                    |                      |                      |
| Totaux LCHF | Totaux LCHF       | Totaux LCHF | 69 | 5                | 13               | 18               | 52               | 11               | 1 | 0                    | 1                    | 2                    |                      |                      |

## Honneurs et distinctions individuelles
- championne de la Coupe Clarkson (2012)
- championnat de la saison régulière 2011-2012 dans la LCHF
- trois fois championne nationale au hockey féminin universitaire canadien
- 5 championnats du Québec avec les Martlets de McGill.

## Vie personnelle
Cecere travaille actuellement comme professeur dans la région de Montréal.